# Menhir de la Demoiselle de Bracqueville
Ne doit pas être confondu avec Menhir des Demoiselles.
La Demoiselle de Bracqueville, appelé aussi l'Épinette ou la Pierre plantée, est un menhir situé à proximité du hameau de Bracqueville sur la commune de Bény-sur-Mer dans le département du Calvados en France.

## Historique
Le menhir est signalé une première fois par A. de Mortillet. Il fait l’objet d’un classement au titre des monuments historiques depuis 1933.

## Description
Le menhir est un petit bloc de calcaire bathonien d'origine locale. Il mesure 1,40 m de hauteur pour 0,70 m de largeur à la base et 0,20 m au sommet. Le sommet est irrégulier et comporte au nord-ouest une petite cuvette qui pourrait être une petite cupule.

## Folklore
Le menhir est appelé Demoiselle car par les nuits de pleine lune, il s'apparente à la silhouette d'une jeune femme recouverte d'un long voile.